# Campeonato Mundial de Esportes Aquáticos de 1975
O Campeonato Mundial de Esportes Aquáticos de 1975 foi a segunda edição do Campeonato Mundial de Esportes Aquáticos. Foi realizado na cidade de Cali, na Colômbia, de 19 a 27 de julho.

## Esportes
- Nado Sincronizado
- Natação
- Pólo Aquático
- Saltos Ornamentais

## Quadro de Medalhas
| #  | País               | Gold. | Silver. | Bronze. | Total |
| -- | ------------------ | ----- | ------- | ------- | ----- |
| 1  | Estados Unidos     | 16    | 11      | 10      | 37    |
| 2  | Alemanha Oriental  | 11    | 7       | 5       | 23    |
| 3  | Hungria            | 3     | 1       | 0       | 4     |
| 4  | União Soviética    | 2     | 5       | 4       | 11    |
| 5  | Reino Unido        | 2     | 1       | 5       | 8     |
| 6  | Alemanha Ocidental | 1     | 2       | 1       | 4     |
| 7  | Austrália          | 1     | 2       | 0       | 3     |
| 8  | Itália             | 1     | 1       | 2       | 4     |
| 9  | Canadá             | 0     | 4       | 2       | 6     |
| 10 | Países Baixos      | 0     | 2       | 3       | 5     |
| 11 | Japão              | 0     | 1       | 3       | 4     |
| 12 | México             | 0     | 0       | 1       | 1     |
|    | Suécia             | 0     | 0       | 1       | 1     |

## Resultados

### Natação
Masculino
| Evento          | Ouro                                     | Prata                                  | Bronze                                          |
| 100 m Livre     | Andy Coan Estados Unidos 51,25 CR        | Vladimir Bure URSS 51,32               | Jim Montgomery Estados Unidos 51,44             |
| 200 m Livre     | Tim Shaw Estados Unidos 1:51,04 CR       | Bruce Furniss Estados Unidos 1:51,72   | Brian Brinkley Reino Unido 1:53,56              |
| 400 m Livre     | Tim Shaw Estados Unidos 3:54,88 CR       | Bruce Furniss Estados Unidos 3:57,71   | Frank Pfütze Alemanha Oriental 4:01,10          |
| 1.500 m Livre   | Tim Shaw Estados Unidos 15:28,98 CR      | Brian Goodell Estados Unidos 15:39,00  | David Parker Reino Unido 15:58,21               |
| 100 m Costas    | Roland Matthes Alemanha Oriental 58,15   | John Murphy Estados Unidos 58,34       | Mel Nash Estados Unidos 58,38                   |
| 200 m Costas    | Zoltán Verrasztó Hungria 2:05,05         | Mark Tonelli Austrália 2:05,78         | Paul Hove Estados Unidos 2:06,49                |
| 100 m Peito     | David Wilkie Reino Unido 1:04,26         | Nobutaka Taguchi Japão 1:05,04         | David Leigh Reino Unido 1:05,32                 |
| 200 m Peito     | David Wilkie Reino Unido 2:18.23 CR      | Rick Colella Estados Unidos 2:21.60    | Nikolay Pankin União Soviética 2:21.75          |
| 100 m Borboleta | Greg Jagenburg Estados Unidos 55.63 CR   | Roger Pyttel Alemanha Oriental 56.04   | Bill Forrester Estados Unidos 56.07             |
| 200 m Borboleta | Greg Jagenburg Estados Unidos 2:01.95 CR | Roger Pyttel Alemanha Oriental 2:02.22 | Bill Forrester Reino Unido 2:02.47              |
| 200 m Medley    | András Hargitay Hungria 2:07.72 CR       | Steve Furniss Estados Unidos 2:07.75   | Andrey Smirnov União Soviética 2:08.52          |
| 400 m Medley    | András Hargitay Hungria 4:32.57          | Andrey Smirnov União Soviética 4:35.64 | Hans-Joachim Geisler Alemanha Ocidental 4:36.40 |
| 4x100 m Livre   | Estados Unidos 3:24.85 WR                | Alemanha Ocidental 3:29.55             | Itália 3:31.85                                  |
| 4x200 m Livre   | Alemanha Ocidental 7:39.44               | Reino Unido 7:42.55                    | União Soviética 7:43.58                         |
| 4x100 m Medley  | Estados Unidos 3:49.00 CR                | Alemanha Ocidental 3:51.85             | Reino Unido 3:52.80                             |

Feminino
| Evento          | Ouro                                        | Prata                                      | Bronze                                     |
| 100 m Livre     | Kornelia Ender Alemanha Oriental 56.50 CR   | Shirley Babashoff Estados Unidos 57.81     | Enith Brigitha Holanda 58.20               |
| 200 m Livre     | Shirley Babashoff Estados Unidos 2:02.50 WR | Kornelia Ender Alemanha Oriental 2:02.69   | Enith Brigitha Holanda 2:03.92             |
| 400 m Livre     | Shirley Babashoff Estados Unidos 4:16.87 WR | Jenny Turrall Austrália 4:17.88            | Kathy Heddy Estados Unidos 4:18.03         |
| 800 m Livre     | Jenny Turrall Austrália 8:44.75 CR          | Heather Greenwood Estados Unidos 8:48.88   | Shirley Babashoff Estados Unidos 8:53.22   |
| 100 m Costas    | Ulrike Richter Alemanha Oriental 1:03.30 CR | Birgit Treiber Alemanha Oriental 1:04.34   | Nancy Garapick Canadá 1:04.73              |
| 200 m Costas    | Birgit Treiber Alemanha Oriental 2:15.46 WR | Nancy Garapick Canadá 2:16.09              | Ulrike Richter Alemanha Oriental 2:18.76   |
| 100 m Peito     | Hannelore Anke Alemanha Oriental 1:12.72 WR | Wijda Mazereeuw Holanda 1:14.29            | Marcia Morey Estados Unidos 1:15.00        |
| 200 m Peito     | Hannelore Anke Alemanha Oriental 2:37.25 WR | Wijda Mazereeuw Holanda 2:37.50            | Karla Linke Alemanha Oriental 2:38.28      |
| 100 m Borboleta | Kornelia Ender Alemanha Oriental 1:01.24 CR | Rosemarie Kother Alemanha Oriental 1:01.80 | Camille Wright Estados Unidos 1:02.79      |
| 200 m Borboleta | Rosemarie Kother Alemanha Oriental 2:13.82  | Valerie Lee Estados Unidos 2:14.89         | Gabriele Wuschek Alemanha Oriental 2:15.96 |
| 200 m Medley    | Kathy Heddy Estados Unidos 2:19.80 WR       | Ulrike Tauber Alemanha Oriental 2:20.40    | Angela Franke Alemanha Oriental 2:20.81    |
| 400 m Medley    | Ulrike Tauber Alemanha Oriental 4:52.76 WR  | Karla Linke Alemanha Oriental 4:57.83      | Kathy Heddy Estados Unidos 5:00.46         |
| 4x100 m Livre   | Alemanha Oriental 3:49.37 WR                | Estados Unidos 3:50.74                     | Canadá 3:53.37                             |
| 4x100 m Medley  | Alemanha Oriental 4:14.74 CR                | Estados Unidos 4:20.47                     | Holanda 4:21.45                            |

Legenda
| Recorde mundial       | Recorde mundial (World record)               |                       | Recorde africano                      | Recorde africano (African) |                                           | Q | Classificado por posição (Qualified) |
| Recorde do campeonato | Recorde do campeonato (Championship record)  | Recorde da América    | Recorde da América (Americas)         | q                          | Classificado por melhor tempo (Qualified) |   |                                      |
| Melhor marca do ano   | Melhor marca do ano (World leading)          | Recorde asiático      | Recorde asiático (Asian)              | DNS                        | Não largou (Did not start)                |   |                                      |
| Recorde nacional      | Recorde nacional (National record)           | Recorde europeu       | Recorde europeu (European)            | DNF                        | Não terminou (Did not finish)             |   |                                      |
| Recorde pessoal       | Recorde pessoal do atleta (Personal best)    | Recorde da Oceania    | Recorde da Oceania (Oceania)          | DSQ / DQ                   | Desclassificado (Disqualified)            |   |                                      |
| Recorde da temporada  | Recorde da temporada do atleta (Season best) | Recorde sul-americano | Recorde sul-americano (South America) | NM                         | Sem marca (No mark)                       |   |                                      |

### Saltos Ornamentais
| Evento                   | Ouro                                      | Prata                                        | Bronze                                         |
| Trampolim 3m Masculino   | Phil Boggs Estados Unidos 597,12 pts      | Klaus Dibiasi Itália 588,21 pts              | Vyacheslav Strakhov União Soviética 577,59 pts |
| Plataforma 10m Masculino | Klaus Dibiasi Itália 547,98 pts           | Nikolay Mikhailin União Soviética 532,95 pts | Carlos Girón México 529,71 pts                 |
| Trampolim 3m Feminino    | Irina Kalinina União Soviética 489,81 pts | Tatyana Bolynkina União Soviética 473,37 pts | Christine Loock Estados Unidos 466,92 pts      |
| Plataforma 10m Feminino  | Janet Ely Estados Unidos 403,89 pts       | Irina Kalinina União Soviética 387,99 pts    | Ulrika Knape Suécia 387,90 pts                 |

### Nado Sincronizado
| Evento  | Ouro                                                     | Prata                                           | Bronze                                              |
| Solo    | Gail Buzonas Estados Unidos 133,083 pts                  | Sylvie Fortier Canadá 130,866 pts               | Yasuko Unezaki Japão 126,616 pts                    |
| Dueto   | Robin Curren & Amanda Norrish Estados Unidos 129,433 pts | Carol Stewart & Laura Wilkin Canadá 127,733 pts | Masako Fujiwara & Yasuko Fujiwara Japão 126,099 pts |
| Equipes | Estados Unidos 128,812 pts                               | Canadá 125,129 pts                              | Japão 123,691 pts                                   |

### Pólo Aquático
| Evento    | Ouro            | Prata   | Bronze |
| Masculino | União Soviética | Hungria | Itália |